# Jamie Glover
Jamie Blair Glover (Londra, 10 luglio 1969) è un attore britannico.

## Biografia
Figlio di Julian Glover e Isla Blair, ha studiato alla Central School of Speech and Drama. Ha cominciato a recitare in televisione da bambino durante gli anni ottanta, recitando, nel corso degli anni, in serie come Waterloo Road, Casualty, Holby City, Elizabeth I, Padre Brown e L'ispettore Barnaby. Attivo soprattutto in campo teatrale, ha recitato in opera shakespeariane come Coriolano, Amleto e Tutto è bene quel che finisce bene con Judi Dench, oltre a classici moderni come Il giardino dei ciliegi e Lo zoo di vetro. Dal 2017 ha inoltre interpretato Harry Potter nell'opera teatrale Harry Potter e la maledizione dell'erede in scena nel West End di Londra.
È sposato con l'attrice Sasha Behar e la coppia ha avuto due figli.

## Filmografia
- Casualty - serie TV, 14 episodi (1990-2024)
- Le avventure del giovane Indiana Jones (The Young Indiana Jones Chronicles) - serie TV, 1 episodio (1992)
- Cadfael - I misteri dell'abbazia (Cadfael) - serie TV, 1 episodio (1994)
- Giuseppe (Joseph) - film TV (1995)
- Dalziel and Pascoe - serie TV, 1 episodio (1998)
- Born and Bred - serie TV, 1 episodio (2002)
- New Tricks - Nuove tracce per vecchie volpi (New Tricks) - serie TV, 1 episodio (2004)
- Holby City - serie TV, 8 episodi (2004-2015)
- Elizabeth I - serie TV, 2 episodi (2005)
- Waterloo Road - serie TV, 22 episodi (2006-2009)
- L'ispettore Barnaby (Midsomer Murders) - serie TV, episodio 9x08 (2006)
- Padre Brown (Father Brown) - serie TV, 1 episodio (2013)
- Il giovane ispettore Morse (Endeavour) – serie TV, episodio 1x04 (2013)
- Un'avventura nello spazio e nel tempo (An Adventure in Space and Time) - film TV (2013)
- The Crown - serie TV, 4 episodi (2022)